# Hubert Brasier
Hubert Brasier (1917, Londres - 1981, Oxfordshire), clérigo de la Alta Iglesia anglicana, es padre de la exprimera ministra británica Theresa May.

## Carrera

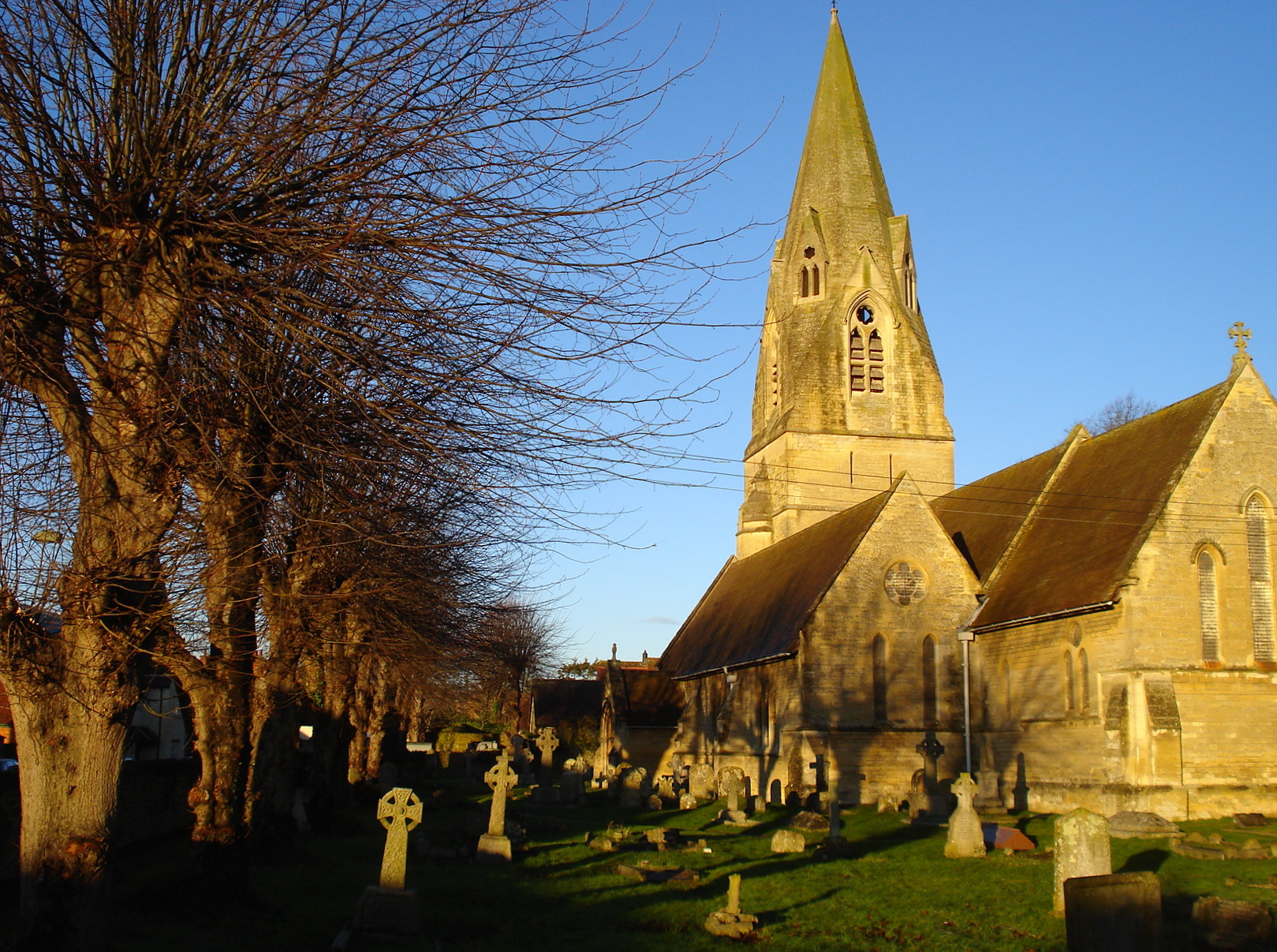
La iglesia de Nuestra Señora de Wheatley en Oxfordshire

### Académica
Se licenció como B.A. en la Universidad de Leeds en 1940 y luego concluyó sus estudios eclesiásticos en el Seminario de la Resurrección (en inglés): College of the Resurrection en Mirfield. Ordenado en 1943, se adhirió a la tendencia anglocatólica en la Iglesia de Inglaterra.

### Eclesiástica
Capellán del All Saints' Hospital en Eastbourne a partir de 1953, fue nombrado en 1959 por el obispo de Oxford (Rmo. Sr. Dr. Harry Carpenter) sacerdote de las antiguas parroquias de Enstone-cum-Heythrop y después de 1970 de la parroquia de Wheatley, de los cuales el abad Brasier ha escrito sobre la historia.